# Артузи, Пеллегрино
Пеллегрино Артузи (итал. Pellegrino Artusi; 4 августа 1820, Форлимпополи — 30 марта 1911, Флоренция) — итальянский коммерсант и выдающийся кулинар, отец современной итальянской кухни, автор популярных в Италии конца XIX начала XX столетий поваренных книг.

## Биография
Пеллегрино Артузи родился 4 августа 1820 года в маленьком городке Форлимпополи, являвшемся в то время частью Папской области. Отец семейства был успешным коммерсантом. Кроме Пеллегрино семья имела ещё 12 детей. Учился в семинарии, а после в университете Болоньи. Помогал отцу по коммерции. В 1851 году на Форлимпополи напала банда Стефано Пеллони, не избежало нападения и семейство Артузи. После этого семья перебралась во Флоренцию.
По роду своей деятельности Пеллегрино часто путешествовал. Посещая траттории и таверны, он пробовал блюда местной кухни. Рецепты наиболее ярких и понравившихся ему блюд он стал записывать, и вскоре это увлечение приобрело серьёзный характер. Сколотив приличное состояние на коммерческой деятельности, Артузи обзавёлся домом во Флоренции и начал составлять книгу кулинарных рецептов Италии. При этом он лично пробовал все вносимые им в книгу рецепты. В 1891 году на собственные средства он издал кулинарную книгу «La scienza in cucina e l’arte di mangiar bene» («Наука в кулинарии и искусство хорошего питания»), где было собрано почти пять сотен рецептов различных блюд итальянской кухни. За последующие 20 лет вышло более десятка переизданий этой книги. 14-е издание включало в себя уже 790 рецептов блюд. Книга постоянно дополнялась новыми рецептами, присылаемыми Артузи в том числе и читателями. Особую популярность книга приобрела у итальянских домохозяек.

## Память
В Форлимпополи ежегодно проводится фестиваль Артузи, где готовятся все блюда из его книги, а улицы городка на это время в шутку переименовывают главами его издания.